# Бюджетування
Бюджетування — інструмент фінансового менеджменту, найважливіший елемент системи управління підприємством.  
За змістом бюджетування являє собою технологію планування, обліку, контролю й аналізу фінансових, інформаційних і матеріальних потоків, а також отриманих результатів. Ця технологія охоплює всі функціональні сфери діяльності підприємства: маркетинг, адміністрування, управління персоналом, виробництво, закупівлі, контроль якості, дослідження, продаж. 